# Peter Magnus Billman
Peter Magnus Billman, född 27 mars 1785 i Hesselbacka, Torsö socken, död 28 juli 1811 på Billingsholm, Laxarby socken, var en svensk tecknare, grafiker och akademiritmästare i Lund.
Han var son till komministern Johan Gabriel Billman och Elisabeth Folker och från 1809 gift med Catharina Elisabeth Roth. Billman studerade för sin blivande svärfar Martin David Roth i Lund och därefter tre år vid den danska konstakademien i Köpenhamn. Efter studierna var han vikarierande akademiritmästare i Lund 1805-1808 och ordinarie från 1909 för att även bli ordinarie akademigravör 1810. Vid sidan av sin tjänst bedrev han enskild undervisning i teckning och etsning. Hans konst består av landskap och porträtt av akademiker i olja, akvarell eller i form av teckningar samt små miniatyrmålningar. Efter hans död fortsatte hans änka undervisningen av ritning i Lund.